# Aleksandr Michajlovič Zguridi
Aleksandr Michajlovič Zguridi (in russo Александр Михайлович Згуриди?; Saratov, 23 febbraio 1904 – Mosca, 16 settembre 1998) è stato un regista cinematografico sovietico.

## Filmografia (parziale)

### Regista
- Zanna Bianca (1946)[1]
- Povest' o lesnom velikane (1954)